# Miyashiro Taisei
Miyashiro Taisei (sinh ngày 26 tháng 5 năm 2000) là một cầu thủ bóng đá người Nhật Bản.

## Sự nghiệp câu lạc bộ
Miyashiro Taisei hiện đang chơi cho Kawasaki Frontale.